# Johann Heinrich Wiesmann
Johann Heinrich Wiesmann (* 20. Juni 1799 in Hattingen; † 10. August 1862 in Koblenz) war ein evangelischer Theologe und als Generalsuperintendent der Geistliche Leiter der Evangelischen Kirche der preußischen Rheinprovinz in Koblenz.

## Werdegang
Johann Heinrich Wiesmann wurde als Sohn des Kaufmanns Johann Heinrich Wiesmann und Johanna Löber geboren, besuchte zunächst die Schule seiner Heimatstadt, danach das Gymnasium in Duisburg. Hier machte er im Herbst 1817 das Abitur und studierte dann Theologie an den Universitäten Halle (Saale), wo er Mitglied der Burschenschaft wurde, und Berlin, wo Friedrich Schleiermacher und August Neander ihn prägten. Während des Besuchs des Predigerseminars in Wittenberg von 1820 bis 1821 absolvierte er am 6. Februar 1821 das erste Theologische Examen vor dem Konsistorium in Magdeburg; das zweite wurde ihm erlassen.
Wiesmanns Ordination zum Geistlichen Amt fand am 17. Mai 1822 in Blankenstein bei Hattingen statt, wo er zugleich die Gemeindepfarrstelle übernahm. Im Jahre 1825 wechselte er nach Lennep im Rheinland, wo ihm 1844 zusätzlich die Stelle des Superintendenten der Synode Lennep übertragen wurde.
Im Jahre 1851 erhielt Wiesmann zusätzlich das Amt eines Präses des rheinischen Provinzialsynode. 1853 wechselte er als Pfarrer nach Bonn, wo er 1860 zum Generalsuperintendenten der Evangelischen Kirche der Rheinprovinz mit Sitz in Koblenz berufen wurde. Bis zu seinem Tode nur zwei Jahre später übte er dieses Amt aus.
Wiesmann war in erster Ehe seit dem 7. Juli 1826 mit Nora Schröter aus Lennep verheiratet, die wenige Wochen nach der Hochzeit verstarb. Am 6. Mai 1829 heiratete er in zweiter Ehe Henriette Waldthausen aus Essen († 1857).

## Ehrung
Die Theologische Fakultät der Universität Bonn verlieh Johann Heinrich Wiesmann am 22. Juli 1859 die Ehrendoktorwürde.

## Schriften
- Seiner Excellenz des ehemaligen Königlich Preußischen Staats-Ministers Karl Freiherrn vom und zum Stein Lebensabend : zugl. als ein Beitrag zu dessen etwaigen künftigen Biographie. Regensberg, Münster 1831. (Digitalisierte Ausgabe der Universitäts- und Landesbibliothek Düsseldorf)